# Tharp (cràter)
Tharp és un petit cràter d'impacte situat a l'hemisferi sud de la cara oculta de la Lluna. Entre les formacions més pròximes a Tharp es troben els cràters Pavlov al nord-oest, Holetschek a l'est-nord-est, Seidel a l'est-sud-est i Jules Verne al sud.

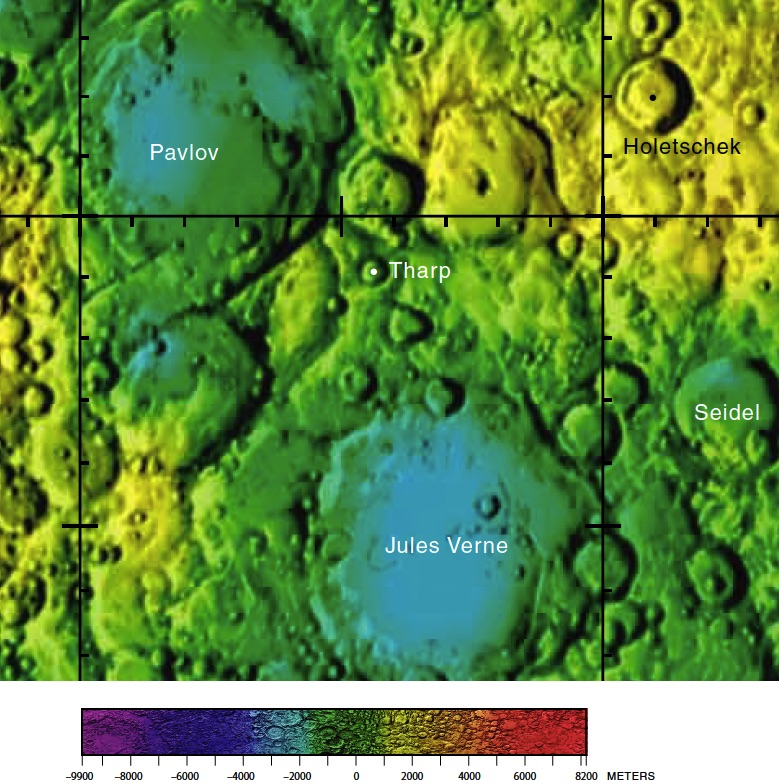
Localització de Tharp (centre de la imatge)

El seu contorn és gairebé circular, amb una cornisa a la part sud-oest, possiblement formada per la confluència de dos cràters. La seva vora apareix allisada, amb una alta albedo. En el fons de lbol apareixen una sèrie de marques, encara que sense estructures notables.
Deu el seu nom a la geòloga i oceanògrafa Marie Tharp (1920-2006), homenatjada per la Unió Astronòmica Internacional segons una resolució aprovada el 30 de març del 2015.